# Magnolia ashtonii
Magnolia ashtonii este o specie de plante din genul Magnolia, familia Magnoliaceae, descrisă de James Edgar Dandy și Hans Peter Nooteboom. Conform Catalogue of Life specia Magnolia ashtonii nu are subspecii cunoscute.